# Mildenitz
Mildenitz è una frazione della città tedesca di Woldegk, nel Meclemburgo-Pomerania Anteriore.

## Storia
Il comune di Mildenitz fu soppresso e aggregato alla città di Woldegk il 1º gennaio 2015.